# Roschbach
Roschbach település Németországban, Rajna-vidék-Pfalz tartományban. Lakosainak száma 874 fő (2023. december 31.).

## Népesség
A település népességének változása:
| Lakosok száma | 654  | 837  | 844  | 858  | 863  | 874  |
|               | 1975 | 2017 | 2019 | 2021 | 2022 | 2023 |